# Moskvoreč'e-Saburovo
Il quartiere Moskvoreč'e-Saburovo (in russo Район Москворечье-Сабурово?) è un quartiere di Mosca sito nel Distretto Meridionale.
Prende il nome dall'abitato di Saburovo che originariamente sorgeva nella zona, che a sua volta deve il nome alla famiglia dei Saburov, proprietaria dell'area. Dal loro stemma familiare sono tratti i simboli della lancia e della freccia d'oro che compaiono nello stemma e nella bandiera del quartiere.